# Bello (Espagne)
Pour les articles homonymes, voir Bello (homonymie).
Bello est une commune d’Espagne, dans la Comarque du Jiloca, province de Teruel, communauté autonome d'Aragon.